# Marzens
Marzens är en kommun i departementet Tarn i regionen Occitanien i södra Frankrike. Kommunen ligger i kantonen Lavaur som tillhör arrondissementet Castres. År 2022 hade Marzens 311 invånare.

## Befolkningsutveckling
Antalet invånare i kommunen Marzens
| Referens: INSEE |